# 더 보르지아
《보르지아》(영어: The Borgias)는 2011년부터 2013년까지 방영된 텔레비전 드라마이다.